# 校验码
校验码（英語：Check digit）通常是一组数字的最后一位，由前面的数字通过某种运算得出，用以检验该组数字的正确性。常见的校验码有身份证號的最后一位，ISBN号码的最后一位等。

## 各地身份证算法
不同的校验码的算法常常不同，下面以身份证的校验码为例

### 中国大陆
按照中华人民共和国国家标准GB11643-1999规定中华人民共和国公民身份号码校验码的计算方法即为ISO 7064:1983.MOD 11-2校验码计算法。
假设某一17位数字是
| 17位数字 | 1 | 2 | 3  | 4 | 5 | 6 | 7 | 8 | 9 | 0 | 1 | 2 | 3  | 4 | 5 | 6 | 7 |
| 加权因子 | 7 | 9 | 10 | 5 | 8 | 4 | 2 | 1 | 6 | 3 | 7 | 9 | 10 | 5 | 8 | 4 | 2 |

1. 计算17位数字各位数字与对应的加权因子的乘积：
{\displaystyle S=1\times 7+2\times 9+3\times 10+4\times 5+5\times 8+6\times 4+7\times 2+8\times 1+9\times 6+0\times 3+1\times 7+2\times 9+3\times 10+4\times 5+5\times 8+6\times 4+7\times 2=368}；
2. 计算{\displaystyle {\frac {S}{11}}}的余数：
{\displaystyle T=368\,{\bmod {\,}}11=5}；
3. 计算{\displaystyle {\frac {12-T}{11}}}的余数R，如果{\displaystyle R=10}，校验码为字母“X”；如果{\displaystyle R\neq 10}，校验码为数字“R”：
{\displaystyle R=(12-5)\,{\bmod {\,}}11=7}。

该17位数字的校验码就是7，聚合在一为123456789012345677。

### 台灣
台湾身份证校验码计算方法如下
| 英文字母加8位數字 | A=10 | 1 | 2 | 3 | 4 | 5 | 6 | 7 | 8 |
| ----------------- | ---- | - | - | - | - | - | - | - | - |
| 加权因子          | 1、9 | 8 | 7 | 6 | 5 | 4 | 3 | 2 | 1 |

1. 计算9位数字各位数字与对应的加权因子的乘积：
121
2. 计算{\displaystyle {\frac {S}{10}}}的余数：
{\displaystyle T=121\,{\bmod {\,}}10=1}；
3. 计算{\displaystyle {\frac {10-T}{10}}}的余数R，如果{\displaystyle R=0}，校验码为字母“0”；如果{\displaystyle R\neq 0}，校验码为数字“R”：
{\displaystyle R=(10-1)\,{\bmod {\,}}10=9}。

## 参阅
- 校验码系统
- 冗余校验
- 校验和